# Stoere koraalzwam
De stoere koraalzwam (Phaeoclavulina decurrens) is een schimmel behorend tot de familie Gomphaceae. Hij leeft saprotroof in loofbos op voedselarme tot matig voedselrijke zand of leembodems.

## Kenmerken

### Uiterlijke kenmerken
- Apices: jong wittig, vrij snel lichtgelig tot gelijkkleurig met de takken
- Geur: complex, jong kruidig en aards, later als cichorei
- Smaak: bitter [3]

### Microscopische kenmerken
- Sporen: 5,1–7,1 × 2,8–3,9 µm; gemiddeld 6,4 × 3,4 µm
- Sporen: Q = 1,6 tot 2,1, Q-gem = 1,8
- Sporenornamentatie: tot 0,6 (0,8) µm hoog
- Melzers reagens in het vlees van de steelbasis negatief.[3]

## Naamgeving
De soort werd oorspronkelijk beschreven onder de naam Clavaria decurrens door Christiaan Hendrik Persoon in 1822.

## Verspreiding
Deze koraalzwam komt voor in Europa en Noord-Amerika. In Nederland komt hij vrij zeldzaam voor. Hij staat op de rode lijst in de categorie 'Gevoelig'.